# ساز سحرآمیز
ساز سحرآمیز نمایشنامه‌ای چاپ‌نشده از محمد چرمشیر است که در جشنواره عروسکی سال ۱۳۷۷، با کارگردانی ستاره پسیانی، در سالن اصلی تئاتر شهر به‌روی صحنه رفت.